# Haworth (Oklahoma)
Haworth es un pueblo ubicado en el condado de McCurtain en el estado estadounidense de Oklahoma. En el año 2010 tenía una población de 297 habitantes y una densidad poblacional de 70,71 personas por km².

## Geografía
Haworth se encuentra ubicado en las coordenadas 33°50′45″N 94°39′11″O / 33.84583, -94.65306 (33.845946, -94.652926).

## Demografía
Según la Oficina del Censo en 2000 los ingresos medios por hogar en la localidad eran de $18,750 y los ingresos medios por familia eran $25,000. Los hombres tenían unos ingresos medios de $27,083 frente a los $26,250 para las mujeres. La renta per cápita para la localidad era de $9,617. Alrededor del 42.9% de la población estaban por debajo del umbral de pobreza.